# Umberto Volpi
Umberto Volpi (Fara Sabina, 1892 – Treglia, 2 ottobre 1943) è stato un partigiano e militare italiano, insignito della medaglia d'oro al valor militare alla memoria nel corso della seconda guerra mondiale.

## Biografia
Nacque a Fara Sabina, provincia di Rieti, nel 1892, figlio di Serafino e Maria Cruciani. Si arruolò nel Regio Esercito a diciotto anni non ancora compiuti presso il 2º Reggimento artiglieria da fortezza. In qualità di allievo sergente nel novembre 1911 fu trasferito, a domanda, presso il Regio corpo truppe coloniali d'Eritrea, dove rimase fino al febbraio 1914. Rientrato in Italia con il grado di sergente maggiore, nell'aprile 1915 fu ammesso a frequentare la Regia Accademia Militare di Fanteria e Cavalleria di Modena dalla quale usci con il grado di sottotenente nel gennaio 1916. Assegnato al 30º Reggimento artiglieria da campagna, partecipò alla prima guerra mondiale con la 16ª batteria bombarde. Ritornò poi in colonia nel 1919 prestando servizio nel Regio corpo truppe coloniali della Tripolitania fino al 1922 quando, promosso capitano fu trasferito prima al 14º Reggimento artiglieria pesante da campagna e poi, dal 1926, alla Direzione d'artiglieria di Bologna. Nominato osservatore dall'aeroplano, venne in seguito assegnato alle Scuole Centrali Militari quale ufficiale di collegamento con la Regia Aeronautica. Promosso maggiore nel 1934, fu di nuovo in Africa Orientale, dove partecipò alle operazioni di grande polizia coloniale con il 60º Reggimento artiglieria della 65ª Divisione fanteria "Granatieri di Savoia" fino al 1939. Rientrato in Italia con il grado di tenente colonnello, combatté poi in Africa Settentrionale Italiana dal novembre 1941 al maggio 1942 come osservatore dall'aeroplano. Promosso colonnello, assumeva dal 20 agosto 1942 il comando del 4º Reggimento artiglieria "Carnaro" della 15ª Divisione fanteria "Bergamo" di stanza in Croazia, dove si trovava 8 settembre 1943. Annunciato l'armistizio, alla testa dei suoi uomini partecipò attivamente alla lotta contro i tedeschi, che lo fucilarono subito dopo averlo catturato durante il massacro di Treglia.
A Umberto Volpi è dedicata una piazza a Poggio Mirteto.